# Чартаев, Магомед Абакарович
Магомед Абакарович Чартаев (1941, Дагестанская АССР, СССР — 2001, Дагестан, Россия) — советский и российский экономист.

## Биография
Получил образование агронома. Был избран председателем колхоза им. Орджоникидзе Акушинского района Дагестанской АССР. В 1985 году, совместно с членами правления колхоза разработал и внедрил новую экономическую модель управления хозяйством, называемую «модель Чартаева» или «система Чартаева». Сущность модели заключается в том, что каждый работник самостоятельно нёс производственные расходы, но при этом получал часть прибыли с каждой единицы выпущеной продукции. Кроме того каждый колхозник получил долю от основных фондов колхоза по результатам труда с 1936 по 1984 годы.Соответственно, хороший работник получал неплохую прибыль, а плохой мог по результатам своего труда остаться должен колхозу. При этом, однако, возникал дисбаланс, что ответственность работника была полная, а прибыль работник получал только частично. В связи с этим в 1987 году система была модернизирована — теперь за прибыль, отправляемую колхозу, работник получал дополнительные имущественные паи. Система Чартаева получила широкое освещение со стороны таких партий как КПРФ,Патриотов России, о ней положительно отзывался губернатор Белгородской области Е. Савченко. После преобразования колхоза в союз собственников-совладельцев «Шукты» М. Чартаев остался его председателем до своей смерти в 2001 году. Про систему Чартаева в изложении автора можно узнать, например, здесь.
В 1990—1991 годах являлся членом Центральной контрольной комиссии КПСС.